# Time (album Mercyful Fate)
Time jest czwartym studyjnym albumem duńskiego zespołu heavymetalowego Mercyful Fate. Został wydany 25 października 1994 roku przez Metal Blade Records.
Wydany również nieoficjalnie przez Metalized Blood Records, w 2006 roku, w liczbie 300 kopii na 12" winylu oraz przez Night of the Vinyl Dead, w 2008 roku, w liczbie 500, ręcznie numerowanych, kopii.

## Lista utworów
1. „Nightmare Be Thy Name” – 3:28
2. „Angel of Light” – 3:37
3. „Witches' Dance” – 4:47
4. „The Mad Arab” – 4:43
5. „My Demon” – 4:42
6. „Time” – 4:22
7. „The Preacher” – 3:30
8. „Lady in Black” – 3:50
9. „Mirror” – 3:19
10. „The Afterlife” – 4:32
11. „Castillo Del Mortes” – 6:14

## Twórcy
- King Diamond – śpiew
- Hank Shermann – gitara
- Michael Denner – gitara
- Sharlee D’Angelo – gitara basowa
- Snowy Shaw – perkusja